# Urraca Pérez
Urraca Pérez (¿Sahagún?; c. 1077-después del 23 de mayo de 1107) fue la tercera hija (tras Mayor y María) del conde Pedro Ansúrez y su primera mujer Eylo Alfonso.

## Matrimonios y descendencia
Urraca contrajo dos matrimonios. El primero fue con el conde gallego Sancho Pérez, hijo del primer matrimonio de Gontrodo «Mayor» Rodríguez, la segunda esposa del conde Pedro Froilaz, en el que hay constancia del nacimiento de tres hijos:
- Elvira Sánchez,[6][7] señora de Villa Abduz y Villa Alan, lugares de la comarca de Sahagún.[3]
- Ansur Sánchez[7][8]
- Sancho Sánchez,[6][7] que casó con Constanza Froilaz, hija de Fruela Díaz.[9]

Tras la muerte de Sancho, casó en segundas nupcias con Lope López de Carrión, mayordomo mayor del rey Alfonso VII de León, tenente de Cea, Ceón, San Román de Entrepeñas, Toro y Carrión de los Condes, documentado por última vez en 1151.
Urraca murió después del 23 de mayo de 1107, última constatación documental de su vida, cuando donó a la nueva catedral de Braga sus propiedades en Palmeira